# Siphonophora fuhrmanni
Siphonophora fuhrmanni är en mångfotingart som beskrevs av Carl 1914. Siphonophora fuhrmanni ingår i släktet Siphonophora och familjen Siphonophoridae. Inga underarter finns listade i Catalogue of Life.